# Konrad Lessing
Konrad Ludwig Lessing, auch Conrad Ludwig Lessing, (* 23. April 1852 in Düsseldorf; † 7. März 1916 in Berlin) war ein deutscher Landschaftsmaler.

## Leben
Lessing war Sohn des Historienmalers Carl Friedrich Lessing  (1808–1880) und der Ida Heuser (1817–1880). Zu seinen Geschwistern gehörten Bertha Lessing (1844–1914), der Bildhauer Otto Lessing (1846–1912) sowie der Porträt- und Landschaftsmalers Heinrich Lessing (1856–1930). Er war ein Urgroßneffe des Dichters Gotthold Ephraim Lessing.
Lessing erhielt ersten Malunterricht bei seinem Vater. Später war er Schüler von Hans Fredrik Gude, Wilhelm Riefstahl und Anton von Werner an der Staatlichen Akademie der Bildenden Künste Karlsruhe und der Universität der Künste Berlin.
1873 gab er sein Ausstellungsdebüt in Karlsruhe, danach bereiste Lessing das Rheinland, die Eifel, Böhmen, die Fränkische Schweiz und den Harz. Ab 1880 lebte er in Berlin. 1896 erhielt er dort auf der Internationalen Kunstausstellung eine kleine Goldmedaille.

## Werke (Auswahl)

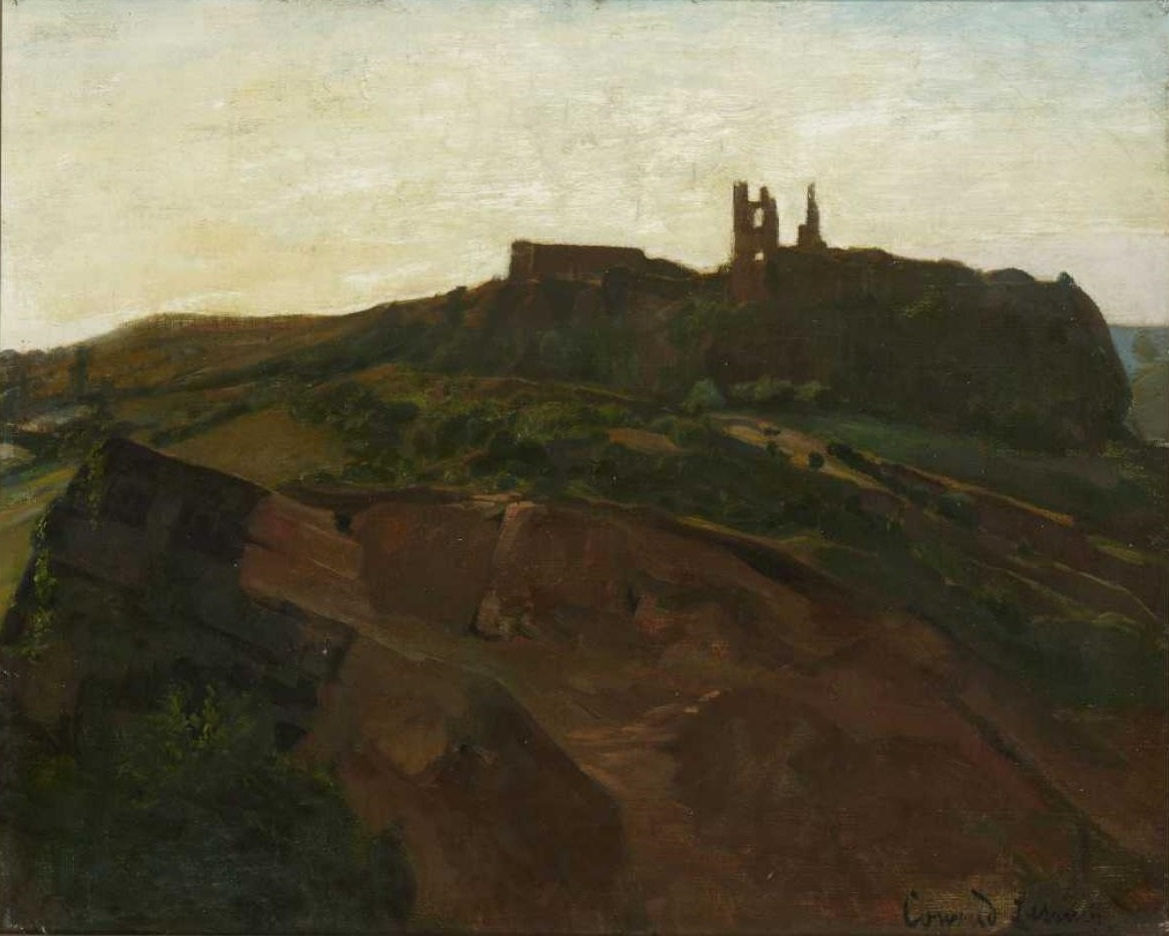
Harzlandschaft mit Burgruine
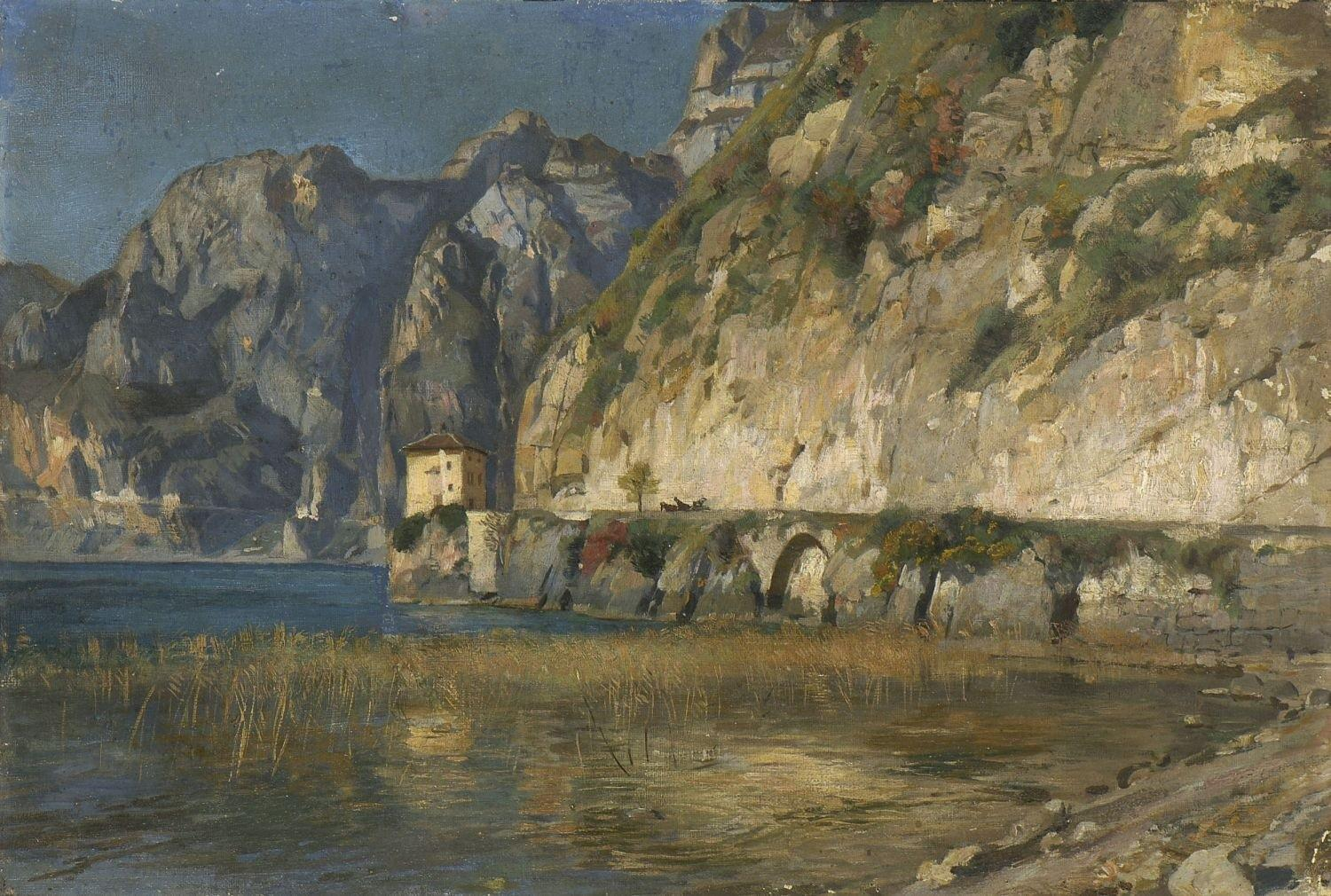
Am Ufer des Gardasees
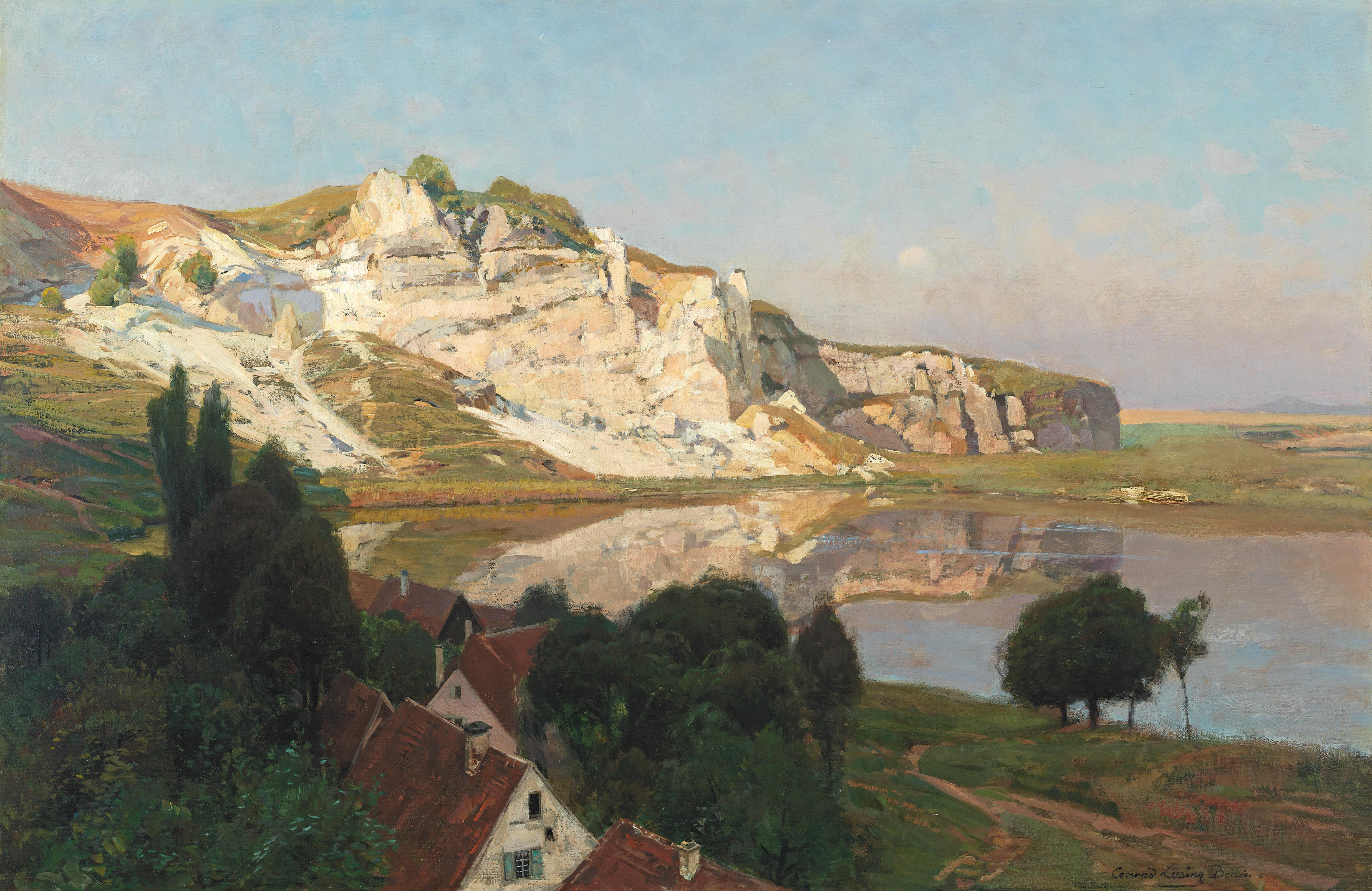
Gipsfelsen am Neuhofer Teich
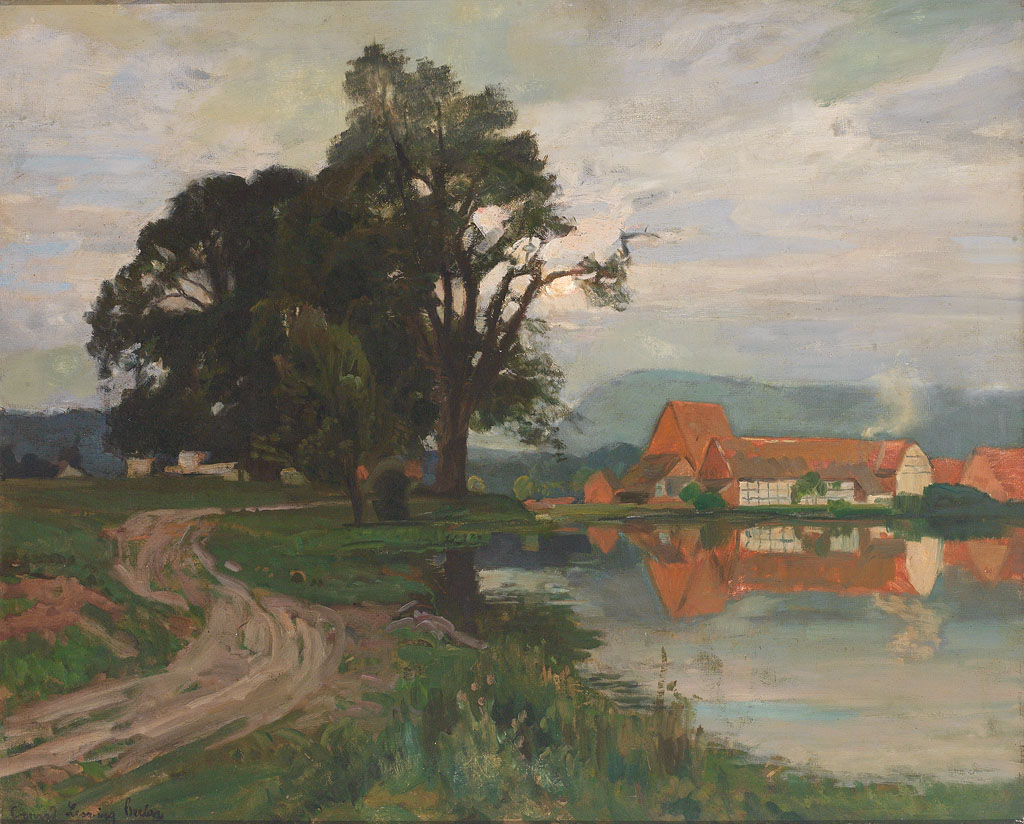
Am Abend

Lessing malte vornehmlich Landschaften, wobei er Motive aus dem Harz und der Eifel bevorzugte. Seine frühen oft stimmungsvollen Arbeiten waren stärker von der romantischen Tradition geprägt, seine späten Werke entsprechen zunehmend der von seinem Lehrer Gude geförderten Pleinair-Malerei, bei der eine inhaltliche Überhöhung der Landschaft verzichtbar war.
- Ulmener Maar bei Ulmen, 1912.
Ausgestellt auf der Großen Berliner Kunstausstellung.[2]
- Der Lilienstein, Sächsische Schweiz
- Flußlandschaft im Sommer, 1910
- Landschaft mit baumbestandenen Bachlauf
- Gebirgslandschaft mit Burg, 1914
- Königssee mit St. Bartholomä, 1906
- Baumbestandene Landschaft im Abendrot, 1902
- Eifellandschaft mir Schafherde, 1904
- Eiffellandschaft, 1885
- Felsiger Abhang mit Kiefer
- Walkenried im Südharz